# Mina de carbón de Miike
La mina de carbón de Miike (三池炭鉱 Miike Tankō?) también conocida como mina de carbón de Mitsui Miike (三井三池炭鉱, Miike Tankō), fue la mina de carbón más grande de Japón, localizada en la zona de Ōmuta en la prefectura de Fukuoka y Arao, prefectura de Kumamoto. 
Forma parte de la lista del Patrimonio de la Humanidad por la Unesco desde julio del año 2015 dentro del conjunto «Sitios de la revolución industrial de la era Meiji en Japón: siderurgia, construcciones navales y extracción de hulla».

## Historia
La explotación de la mina se inició durante la era Kyōhō bajo el control del clan Tachibana. Fue nacionalizada en 1872 por el Gobierno de Meiji y el zaibatsu Mitsui tomó el mando en 1899.
La mina fue cerrada en 1997 con efectos devastadores sobre la economía local.

### Catástrofe
El 9 de noviembre de 1963 tuvo lugar una explosión accidental en la que 458 personas murieron por la explosión y 438 por intoxicación por monóxido de carbono.  Muchos de los supervivientes padecieron graves y permanentes lesiones cerebrales.